# Fuenmayor
Pour les articles homonymes, voir Fuenmayor (homonymie).
Fuenmayor est une commune de la communauté autonome de La Rioja, en Espagne. Elle est située à 10 km de sa capitale, Logroño.

## Démographie
| 1900  | 1910  | 1920  | 1930  | 1940  | 1950  | 1960  | 1970  | 1981  |
| ----- | ----- | ----- | ----- | ----- | ----- | ----- | ----- | ----- |
| 2 358 | 2 299 | 2 149 | 2 199 | 2 335 | 2 313 | 1 955 | 1 895 | 2 062 |

| 1991  | 2001  | 2011  | - | - | - | - | - | - |
| ----- | ----- | ----- | - | - | - | - | - | - |
| 2 111 | 2 553 | 3 180 | - | - | - | - | - | - |

## Administration

### Conseil municipal
La ville de Fuenmayor comptait 3 134 habitants aux élections municipales du 26 mai 2019. Son conseil municipal (en espagnol : Pleno del Ayuntamiento) se compose donc de 11 élus.
| Parti | Parti                                    | Voix | %       | Élus   |
| ----- | ---------------------------------------- | ---- | ------- | ------ |
|       | Parti populaire (PP)                     | 804  | 49,02 % | 6 / 11 |
|       | Parti socialiste ouvrier espagnol (PSOE) | 566  | 34,51 % | 4 / 11 |
|       | Izquierda Unida (IU)                     | 211  | 12,87 % | 1 / 11 |
|       | Podemos-Equo                             | 56   | 3,41 %  | 0 / 11 |

### Liste des maires
| Mandat    | Maire | Maire                              | Parti |
| --------- | ----- | ---------------------------------- | ----- |
| 1979-1983 |       | César de Marcos                    | PSOE  |
| 1983-1987 |       | César de Marcos                    | PSOE  |
| 1987-1991 |       | César de Marcos                    | PSOE  |
| 1991-1995 |       | Enrique Merino                     | PSOE  |
| 1995-1999 |       | Enrique Merino                     | PSOE  |
| 1999-2003 |       | Valentín Alonso                    | PSOE  |
| 2003-2007 |       | Valentín Alonso                    | PSOE  |
| 2007-2011 |       | Mª Carmen Arana Álvarez            | PSOE  |
| 2011-2015 |       | Mª Carmen Arana Álvarez            | PSOE  |
| 2015-2019 |       | Eduardo Abascal Falces (2015-2016) | PSOE  |
| 2015-2019 |       | Alberto Peso Hernáiz (2016-2019)   | PP    |
| 2019-2023 |       | Alberto Peso Hernáiz               | PP    |

## Jumelages
- Tresses (France) depuis 1987[1]

## Lieux et monuments

### Architecture religieuse
- Église Sainte-Marie (Ermita del Carmen)
- Ermitage du Christ (Ermita del Cristo)
- Ermitage de Saint Martin (Ermita de San Martín)
- Ermitage de Carmen (Ermita del Carmen

### Architecture civile
- Palais Fernández Bazán (Palacio Fernández Bazán)
- Palais des marquis de Terán (Palacio de los Marqueses de Terán)
- Palais Renaissance (Palacio Renacentista)
- Palais Urban del Campo (Palacio de los Urban del Campo)
- Maison Navajas (Casa Navajas)
- La Porte (El Portalón)
- Cinéma du Grand Colisée (Cine Gran Coliseo)